# Cinquefrondi
Cinquefrondi est une commune italienne de la province de Reggio de Calabre, dans la région Calabre.
Les personnages notables de Cinquefrondi sont le poète Pasquale Creazzo (8 mars 1875 – 7 septembre 1963), Monseigneur Giovanni Marra, archevêque catholique, et Angela dite « Angeluzza » Iamundo, grande spécialiste des polpette.

## Administration
| Période                                  | Période | Identité | Étiquette | Qualité |
| ---------------------------------------- | ------- | -------- | --------- | ------- |
|                                          |         |          |           |         |
| Les données manquantes sont à compléter. |         |          |           |         |

### Communes limitrophes
Anoia, Giffone, Mammola, Polistena, San Giorgio Morgeto.